# 愛德華七世地

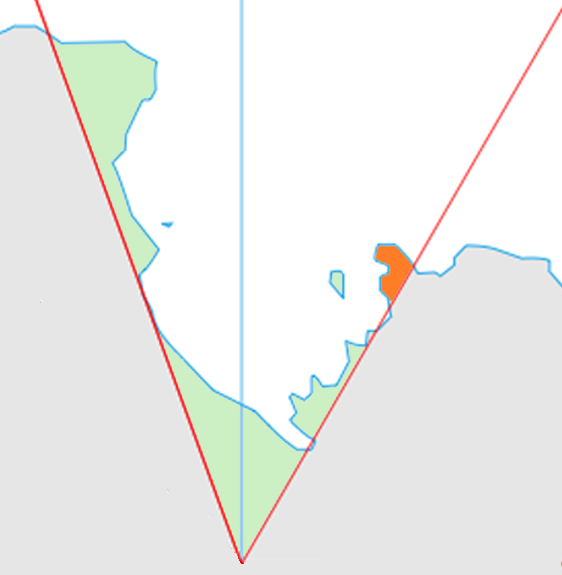

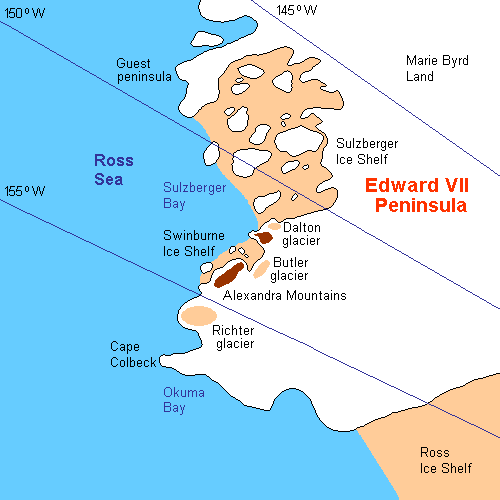

愛德華七世地（英語：King Edward VII Land）是南極洲的半島，位於瑪麗伯德地西北端，西南面是羅斯冰架，該半島在1902年1月30日被羅伯特·斯科特率領的英國探險隊發現。
愛德華七世地為新西兰在南极洲声称拥有的罗斯属地的領地。

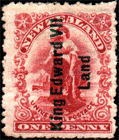
1908年由紐西蘭發行在愛德華七世地使用的郵票。